# Pałac Badenich w Krakowie
Pałac Badenich – zabytkowy pałac znajdujący się w Krakowie, w dzielnicy I Stare Miasto przy ul. Sławkowskiej 32, na rogu z ul. Pijarską 7–9, na Starym Mieście.
Zbudowany pod koniec XIX wieku (1883 r.) według projektu Karola Zaremby. Mieszkała tu rodzina przemysłowca Leona Epsteina, którego córką była Magdalena Maria Epstein. W latach 20. XX wieku budynek stał się własnością rodziny Badenich (stąd jego obecna nazwa). Pierwotnie była to budowla jednopiętrowa, której głównym walorem były ozdobne obramienia dużych okien na pierwszym piętrze, dekorujące fasadę maszkarony oraz inne detale architektoniczne. Pałac uległ przebudowie w 1921 r. Do głównego korpusu gmachu dodano wtedy widoczną od strony Plant nadbudowę w formie belwederu z balkonikiem, kamienną balustradą i stylizowanym kartuszem herbowym. Projektantem tych zmian był znany krakowski architekt Józef Pokutyński. W kształcie nadanym podczas tej przebudowy pałac Badenich dotrwał do naszych czasów. Obecnie mieści się tutaj Instytut Historii Sztuki Uniwersytetu Papieskiego im. Jana Pawła II, na parterze zaś restauracja Miód i Wino.

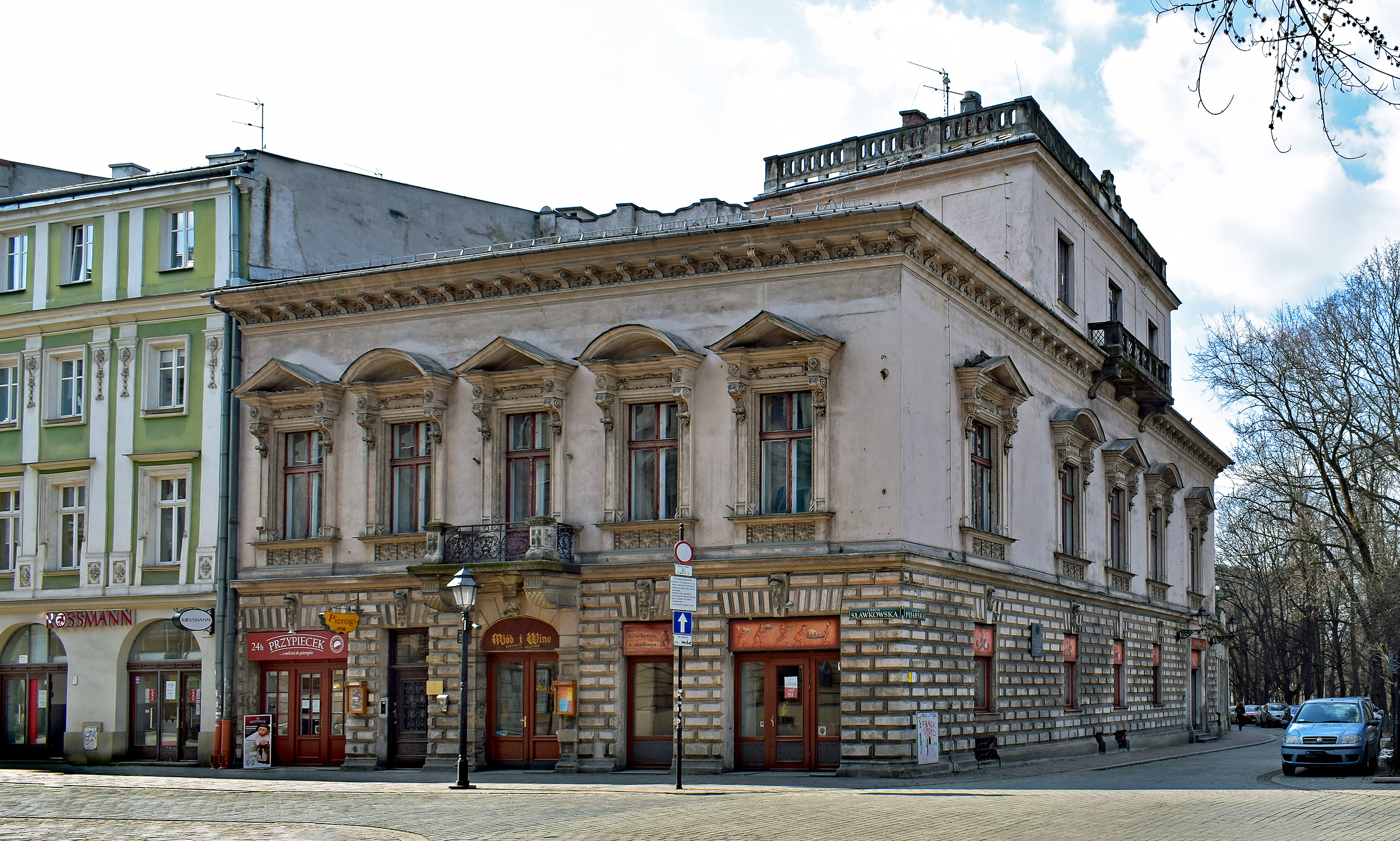
Pałac widziany z ul. Pijarskiej.
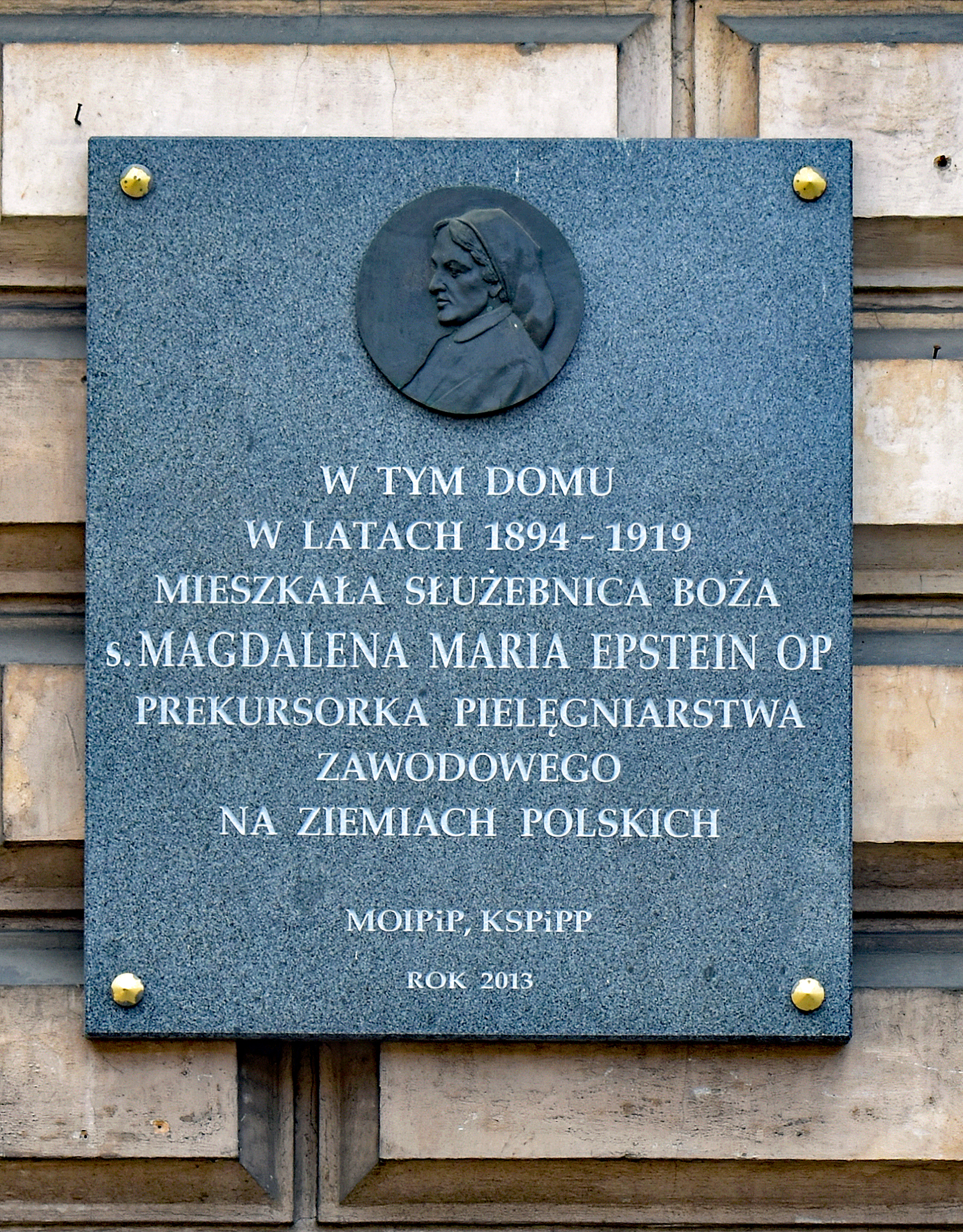
Tablica pamiątkowa Magdaleny Marii Epstein.
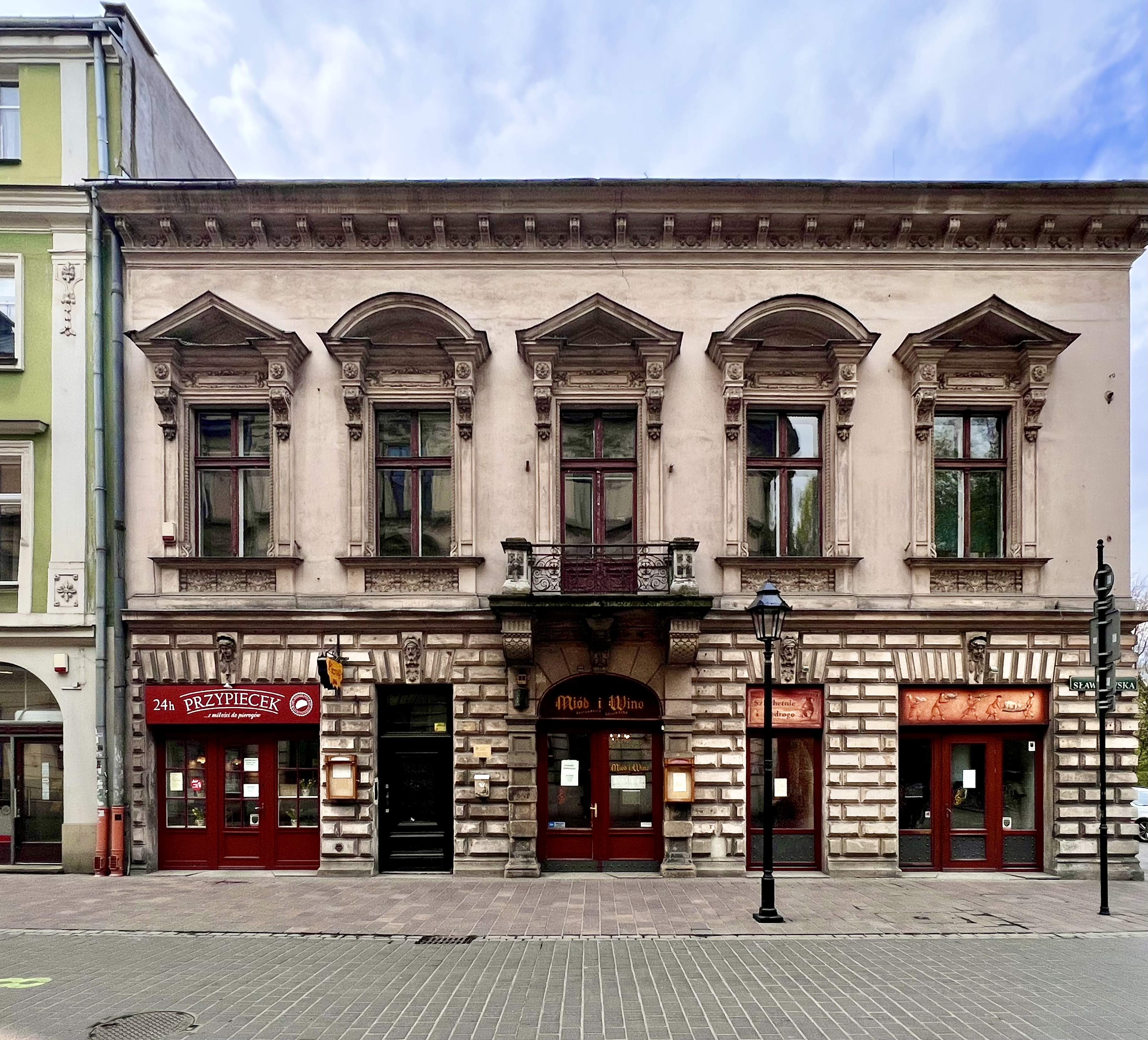